# Merry X-Mas
Merry X-Mas è un singolo natalizio pubblicato dalla rock band svizzera Gotthard nel novembre del 1999. Ha raggiunto la posizione numero 4 della classifica svizzera il giorno di Santo Stefano dello stesso anno.
La canzone è stata accompagnata da un video musicale registrato nella chiesa di San Peter a Zurigo, in Svizzera, in cui tutti i membri della band sono vestiti da Babbo Natale.
Il brano è stato inserito nella raccolta Heaven - Best of Ballads 2 del 2010.

## Tracce
CD maxi-singolo
Testi e musiche di Steve Lee e Leo Leoni, eccetto dove indicato.
1. Merry X-Mas – 5:22
2. Merry X-Mas (Radio Edit) – 4:24
3. Piece of Mind – 2:59 (Lee, Leoni, Chris von Rohr)
4. Overtime X-Mas Jam – 1:48

## Classifiche
| Classifica (1999) | Posizione massima |
| ----------------- | ----------------- |
| Svizzera          | 4                 |